# 霍爾湖
77°38′S 162°52′E / 77.633°S 162.867°E
霍爾湖（英語：Lake Hoare）是南極洲的湖泊，位於維多利亞地，處於乍得湖和加拿大冰川之間，長4.2公里、寬1公里，面積1.94平方公里，海拔高度73米，平均水深9米，最大水深34米，蓄水量1,750萬立方米。